# Jules Buckley
Pour les articles homonymes, voir Buckley (homonymie).
 (décembre 2023).
La mise en forme du texte ne suit pas les recommandations de Wikipédia : il faut le « wikifier ».
Les points d'amélioration suivants sont les cas les plus fréquents. Le détail des points à revoir est peut-être précisé sur la page de discussion.
- Les titres sont pré-formatés par le logiciel. Ils ne sont ni en capitales, ni en gras.
- Le texte ne doit pas être écrit en capitales (les noms de famille non plus), ni en gras, ni en italique, ni en « petit »…
- Le gras n'est utilisé que pour surligner le titre de l'article dans l'introduction, une seule fois.
- L'italique est rarement utilisé : mots en langue étrangère, titres d'œuvres, noms de bateaux, etc.
- Les citations ne sont pas en italique mais en corps de texte normal. Elles sont entourées par des guillemets français : « et ».
- Les listes à puces sont à éviter, des paragraphes rédigés étant largement préférés. Les tableaux sont à réserver à la présentation de données structurées (résultats, etc.).
- Les appels de note de bas de page (petits chiffres en exposant, introduits par l'outil «  Source ») sont à placer entre la fin de phrase et le point final[comme ça].
- Les liens internes (vers d'autres articles de Wikipédia) sont à choisir avec parcimonie. Créez des liens vers des articles approfondissant le sujet. Les termes génériques sans rapport avec le sujet sont à éviter, ainsi que les répétitions de liens vers un même terme.
- Les liens externes sont à placer uniquement dans une section « Liens externes », à la fin de l'article. Ces liens sont à choisir avec parcimonie suivant les règles définies. Si un lien sert de source à l'article, son insertion dans le texte est à faire par les notes de bas de page.
- La présentation des références doit suivre les conventions bibliographiques. Il est recommandé d'utiliser les modèles {{Ouvrage}}, {{Chapitre}}, {{Article}}, {{Lien web}} et/ou {{Bibliographie}}. Le mode d'édition visuel peut mettre en forme automatiquement les références.
- Insérer une infobox (cadre d'informations à droite) n'est pas obligatoire pour parachever la mise en page.

Pour une aide détaillée, merci de consulter Aide:Wikification.
Si vous pensez que ces points ont été résolus, vous pouvez retirer ce bandeau et améliorer la mise en forme d'un autre article.
Jules Buckley, né le 8 janvier 1980, est un chef d'orchestre, compositeur et arrangeur britannique.

## Personnel
Jules nait et grandit à Aylesbury, dans le Buckinghamshire, au Royaume-Uni. Il est le fils de Keith Buckley (médecin) et de Joan Buckley, et fréquente l'Aylesbury Grammar School. Buckley commence à jouer de la trompette à l'âge de neuf ans au centre musical d'Aylesbury. Il joue dans l'Aylesbury Music Centre Dance Band et étudie ensuite la trompette à la Guildhall School of Music de Londres, avant de se tourner vers la composition classique. Son ambition initiale est de devenir trompettiste de jazz, mais à la Guildhall School, il s'intéresse à la composition musicale et à la direction d'orchestre.

## Carrière
En 2004, Buckley et le producteur/manager Chris Wheeler cofondent l'Heritage Orchestra, avec l'intention de présenter un orchestre dans un club de musique. En 2008, Buckley devient premier chef invité du Metropole Orkest, un orchestre de jazz et de musique éclectique basé à Hilversum, et chef d'orchestre principal à partir de 2013. En 2020, il devient artiste créatif en résidence auprès de l'Orchestre symphonique de la BBC et présente l'émission Classical Fix de la BBC Radio 3 à la place de Clemency Burton-Hill, victime d'une hémorragie cérébrale en janvier 2020.

## Collaborations
Buckley travaille avec le WDR Big Band, José James et l'Orchestre royal du Concertgebouw, Patrick Watson et l'Orchestre national d'Île-de-France, et arrange et dirige l'album The Shocking Miss Emerald de Caro Emerald et l'album Djesse Vol. 1 de Jacob Collier.
Il collabore également avec Gregory Porter, Tori Amos, Markus Stockhausen, Michael Kiwanuka, Jonathan Jeremiah, Basement Jaxx, Massive Attack, Arctic Monkeys, John Cale, Paul Weller, Emeli Sandé, The Cinematic Orchestra, Jamie Cullum, Beardyman, Cory Henry, Snarky Puppy, Becca Stevens, Andrea Motis ou encore Dizzee Rascal.

## Récompenses
En février 2016, l'album Sylva de Snarky Puppy, avec Buckley et le Metropole Orkest, remporte le Grammy Award du meilleur album instrumental contemporain. Fin 2016, Classic House avec Pete Tong et l'Heritage Orchestra atteint la première place des classements d'albums. En 2020, la chanson All night long de Jacob Collier, avec Take 6 et le Metropole Orkest, remporte le prix du « Meilleur arrangement instrumental et vocal » lors de la 62e cérémonie des Grammy Awards.
En 2018, Buckley et Metropole Orkest reçoivent le Bremer Musikfest-Preis en reconnaissance de leur contribution au succès de Musikfest Bremen.

## Performances notables
- Août 2016 : BBC Prom 49 avec le Metropole Orkest, célébrant la musique de Quincy Jones.

- Février 2017 : dirige le National Symphony Orchestra avec Snarky Puppy au Kennedy Center, Washington DC[3].

- Août 2018 : Retour aux BBC Proms avec l'Heritage Orchestra pour une promotion de fin de soirée "New York Now", célébrant l'évolution du paysage sonore de New York et mettant en vedette des artistes de cette ville, notamment Hercules et Love Affair.

- Juin 2019 : Soundtrack of the 80s with Quincy Jones avec le Metropole Orkest à l'O2 arena de Londres.

- Juin 2019 : direction du Quincy Jones Orchestra lors du concert symphonique en hommage à Quincy Jones en juin 2019 à Paris[4].

- Août 2019 : BBC Prom 45 avec le Metropole Orkest pour un hommage à Nina Simone, avec Ledisi et Lisa Fischer au Royal Albert Hall.

- Septembre 2019 : BBC Prom 64 avec le Heritage Orchestra et Soul Mavericks, avec Terra & Eddie, Sunni et Lagaet, au Royal Albert Hall.

- Février 2020 : Orchestre symphonique de Seattle, "The Best of Quincy Jones", au Benaroya Hall, Seattle[5].

- Février 2020 : BBC Symphony Orchestra, avec Lianne La Havas, au Barbican Hall, Londres[6].

- Août 2021 : The Proms, BBC Symphony Orchestra, avec Moses Sumney[7].
- Septembre 2024 : BBC Prom avec Florence + The Machine pour la version symphonique de Lungs, au Royal Albert Hall[8].

## Discographie
| Year | Production                                                                       | Cooperation                                                       | Label                 |
| ---- | -------------------------------------------------------------------------------- | ----------------------------------------------------------------- | --------------------- |
| 2006 | The Heritage Orchestra (CD)                                                      | Heritage Orchestra                                                | Brownswood Recordings |
| 2006 | Secret Garden                                                                    | Natalie Williams                                                  | East Side Records     |
| 2006 | The Beauty Room                                                                  | Kirk Degiorgio                                                    | Peacefrog             |
| 2006 | Baby, I'm Yours (Single)                                                         | Arctic Monkeys                                                    | Domino Recording Co   |
| 2007 | If You've Found This it's Probably Too Late                                      | Arctic Monkeys                                                    | Domino Recording Co   |
| 2007 | Smoke and Mirrors                                                                | Tom Richards Orchestra                                            | Candid Records        |
| 2007 | Sky Breaks                                                                       | Heritage orchestra                                                | Brownswood Recordings |
| 2007 | Brianstorm                                                                       | Arctic Monkeys                                                    | Domino Recording Co   |
| 2008 | Live at the Albert Hall                                                          | The Cinematic Orchestra                                           | Ninja Tune            |
| 2008 | Junkyard Gods                                                                    | Two Banks of Four                                                 | Sonar Kollectiv       |
| 2008 | Slipway Fires                                                                    | Razorlight                                                        | Mercury               |
| 2008 | Wake Me 5.30                                                                     | Two Banks of Four                                                 | Sonar Kollectiv       |
| 2008 | Black Symphony (CD)                                                              | Within Temptation and Metropole Orkest                            | Roadrunner Records    |
| 2009 | Blackbud                                                                         | Blackbud                                                          | Independiente         |
| 2009 | Heimspiel                                                                        | Die Fantastischen Vier                                            | Sony BMG              |
| 2009 | Utopia – An Acoustic Night at the Theatre                                        | Within Temptation                                                 | Roadrunner            |
| 2009 | Black Water Transit (movie)                                                      | Directed by Tony Kaye                                             | Capitol Films         |
| 2009 | Heritage Orchestra Feat. DJ Yoda Prokofiev Concerto for Turntables and Orchestra | Heritage Orchestra feat DJ Yoda                                   | NonClassical          |
| 2010 | What's a Guy Gotta Do                                                            | Jonathan Jeremiah                                                 | Island                |
| 2010 | Moke & Metropole Orkest (CD)                                                     | Moke and Metropole Orkest                                         | Pias                  |
| 2010 | Alive 'till I'm Dead (CD)                                                        | Professor Green                                                   | Virgin Records        |
| 2010 | The Answer (EP)                                                                  | Unkle                                                             | Surrender All         |
| 2010 | Where Did the Night Fall                                                         | Unkle                                                             | Surrender All         |
| 2010 | El Encuentro (CD)                                                                | Dino Saluzzi, Anja Lechner and Metropole Orkest                   | ECM                   |
| 2011 | At Your Inconvenience (CD)                                                       | Professor Green                                                   | Virgin                |
| 2011 | A Solitary Man                                                                   | Jonathan Jeremiah                                                 | Island                |
| 2011 | Tangent                                                                          | Trish Clowes                                                      | Basho                 |
| 2011 | A Little Brighter                                                                | Pete Lawrie                                                       | Island                |
| 2011 | Basement Jaxx vs. Metropole Orkest (CD)                                          | Basement Jaxx and Metropole Orkest                                | XL Recordings         |
| 2011 | Tim Minchin and the Heritage Orchestra – Live at The Royal Albert Hall (DVD)     | Tim Minchin and Heritage Orchestra                                | Universal Pictures UK |
| 2012 | No Beginning No End (CD)                                                         | Jose James                                                        | Blue Note             |
| 2012 | In Motion No.1 (CD)                                                              | The Cinematic Orchestra                                           | Piccadilly Records    |
| 2012 | Adventures in Your Own Backyard (CD)                                             | Patrick Watson                                                    | Secret City Records   |
| 2012 | Our Version of Events (CD)                                                       | Emeli Sandé                                                       | Virgin                |
| 2012 | Through the night                                                                | Ren Harvieu                                                       | Island                |
| 2012 | Gold Dust (CD)                                                                   | Jonathan Jeremiah                                                 | Universal             |
| 2012 | The Beauty Room II                                                               |                                                                   | Far Out Recordings    |
| 2012 | Home Again (CD)                                                                  | Michael Kiwanuka and Metropole Orkest                             | Polydor               |
| 2012 | Clown                                                                            | Emeli Sandé                                                       | Virgin                |
| 2012 | See You on the Ice                                                               | Carice van Houten                                                 | EMI                   |
| 2012 | Flavor (CD)                                                                      | Tori Amos                                                         | Deutsche Grammophon   |
| 2012 | Gold Dust                                                                        | Tori Amos                                                         | Deutsche Grammophon   |
| 2012 | No Beginning No End                                                              | José James                                                        | Blue Note Records     |
| 2012 | Tangled Up                                                                       | Caro Emerald                                                      | Grandmono             |
| 2013 | The Shocking Miss Emerald (CD)                                                   | Caro Emerald                                                      | Grand Mono            |
| 2014 | Fireflies (feat. Tom Parker)                                                     | Richard Rawson                                                    | Island                |
| 2014 | Laura Mvula and Metropole Orkest                                                 | Laura Mvula                                                       | RCA                   |
| 2014 | Growing up in Public                                                             | Professor Green                                                   | Virgin                |
| 2015 | Sylva (CD)                                                                       | Snarky Puppy and Metropole Orkest                                 | Impulse! Records      |
| 2015 | Clear Day                                                                        | Emilie-Claire Barlow and Metropole Orkest                         | Empress Music Group   |
| 2016 | Classic House                                                                    | Pete Tong and Heritage Orchestra                                  | Universal             |
| 2017 | Ibiza Classics                                                                   | Pete Tong and Heritage Orchestra                                  | Universal             |
| 2018 | Djesse Vol. 1 (CD)                                                               | Jacob Collier and Metropole Orkest                                | Hajanga Records       |
| 2018 | What Heat                                                                        | Bokanté and Metropole Orkest                                      | Real World            |
| 2019 | Chilled Classics                                                                 | Pete Tong and Heritage Orchestra                                  | Decca Records         |
| 2019 | Melkweg                                                                          | Jameszoo and Metropole Orkest                                     | Brainfeeder           |
| 2023 | This New Noise                                                                   | Public Service Broadcasting (band) and the BBC Symphony Orchestra | Test Card Recordings  |

## Liens
- Page Métropole Orkest sur Jules Buckley
- Informations sur Jules Buckley sur Serious News
- Page d'accueil de l'Orchestre du Patrimoine
- AP Childs, "L'homme d'orchestre et popster Jules Buckley au festival Cross-Linx en Hollande et plus". Art Rocker, 15 avril 2015

- Site officiel
- Ressources relatives à la musique :   - AllMusic
  - Carnegie Hall
  - Discogs
  - MusicBrainz
  - Muziekweb
- Ressource relative à l'audiovisuel :   - IMDb
- Notices d'autorité :   - VIAF
  - ISNI
  - BnF (données)
  - LCCN
  - GND
  - Pays-Bas
  - Israël
  - Tchéquie
  - WorldCat